# Ipil
Ipil là một đô thị hạng 1 ở tỉnh Zamboanga Sibugay, Philippines. Đây là đô thị thủ phủ của Zamboanga Sibugay. Theo điều tra dân số năm 2000 của Philipin, đô thị này có dân số 52.481 người trong 10.293 hộ.

## Các đơn vị hành chính
Ipil được chia thành 28 barangay.
| - Bacalan - Bangkerohan - Buluan - Caparan - Domandan - Don Andres - Doña Josefa - Guituan - Ipil Heights - Labi - Logan - Tirso Babiera(Lower Ipil Heights) - Lower Taway - Lumbia | - Maasin - Magdaup - Makilas - Pangi - Poblacion - Sanito - Suclema - Taway - Tenan - Tiayon - Timalang - Tomitom - Upper Pangi - Veteran's Village (Ruiz) |